# Gerrit van Wees
Gerardus Jacobus „Gerrit“ van Wees (* 26. Januar 1913 in Heemstede; † 5. Mai 1995 in Hoofddorp) war ein niederländischer Radrennfahrer.

## Sportliche Laufbahn
Gerrit van Wees war im Bahnradsport aktiv. Er war Teilnehmer der Olympischen Sommerspiele 1936 in Berlin. 
In der Mannschaftsverfolgung schied das Team mit Chris Kropman, Adrie Zwartepoorte, Ben van der Voort und Gerrit van Wees aus. Der Vierer beendete seinen Vorlauf nicht.